# Port lotniczy Mansa
Port lotniczy Mansa (IATA: MNS, ICAO: FLMA) – międzynarodowy port lotniczy położony w Mansie, w Zambii.

## Linie lotnicze i połączenia
| Linia Lotnicza   | Kierunek                     |
| ---------------- | ---------------------------- |
| Proflight Zambia | 1. Kasama 2. Lusaka 3. Ndola |